# Choose Your Masques
Choose Your Masques è il tredicesimo album in studio della space rock band britannica Hawkwind, registrato nel 1982 e pubblicato nello stesso anno.
In questo album si registra il ritorno di Nik Turner, che però suona solo in una canzone.

## Tracce
La canzone "Silver Machine" contenuta in questo album non è quella originale del 1972, ma una versione diversa per celebrare il 10º anniversario dalla pubblicazione.
1. Choose Your Masks – 5:28 –  (Moorcock/Brock)
2. Dream Worker – 4:58 –  (Bainbridge)
3. Arrival in Utopia – 5:47 –  (Moorcock/Brock)
4. Utopia – 3:00 –  (Brock)
5. Silver Machine – 4:22 –  (Calvert/Brock)
6. Void City – 6:48 –  (Bainbridge/Brock)
7. Solitary Mind Games – 3:58 –  (Lloyd-Langton)
8. Fahrenheit 451 – 4:48 –  (Calvert/Brock)
9. The Scan – 1:02 –  (Bainbridge/Brock)
10. Waiting for Tomorrow – 3:46 –  (Lloyd-Langton)

## Bonus track
1. Silver Machine – 7:25 –  (Calvert/Brock)
2. Psychedelic Warlords – 4:52 –  (Brock)

## Formazione
- Dave Brock - chitarra, tastiere, voce
- Huw Lloyd-Langton - chitarra, voce
- Harvey Bainbridge - basso, tastiere, voce
- Martin Griffin - batteria

## Collaborazioni
- Nik Turner - sassofono in "Void City"